# Liste der Biografien/Meyer, K
Liste der Biografien |
Portal Biografien |
K Personensuche
# |
A |
B |
C |
D |
E |
F |
G |
H |
I |
J |
K |
L |
M |
N |
O |
P |
Q |
R |
S |
T |
U |
V |
W |
X |
Y |
Z |
?
 
Ma |
Mb |
Mc |
Md |
Me |
Mf |
Mg |
Mh |
Mi |
Mj |
Mk |
Ml |
Mm |
Mn |
Mo |
Mp |
Mq |
Mr |
Ms |
Mt |
Mu |
Mv |
Mw |
Mx |
My |
Mz
 
Mea–Mee |
Mef |
Meg |
Meh |
Mei |
Mej |
Mek |
Mel |
Mem |
Men |
Meo |
Mep |
Mer |
Mes |
Met |
Meu |
Mev |
Mew |
Mex |
Mey |
Mez
 
Meyb |
Meyd |
Meye |
Meyf |
Meyg |
Meyh |
Meyi |
Meyj |
Meyk |
Meyl |
Meyn |
Meyo |
Meyp |
Meyr |
Meys |
Meyt |
Meyz
 
Meyen |
Meyer
 
Meyer, A |
Meyer, B |
Meyer, C |
Meyer, D |
Meyer, E |
Meyer, F |
Meyer, G |
Meyer, H |
Meyer, I |
Meyer, J |
Meyer, K |
Meyer, L |
Meyer, M |
Meyer, N |
Meyer, O |
Meyer, P |
Meyer, R |
Meyer, S |
Meyer, T |
Meyer, U |
Meyer, V |
Meyer, W |
Meyer, Y |
Meyer, Z |
Meyerb |
Meyerd |
Meyere |
Meyerf |
Meyerh |
Meyeri |
Meyerl |
Meyerm |
Meyern |
Meyero |
Meyerr |
Meyers
Die Liste der Biografien führt alle Personen auf, die in der deutschsprachigen Wikipedia einen Artikel haben. Dieses ist eine Teilliste mit 55 Einträgen von Personen, deren Namen mit den Buchstaben „Meyer, K“ beginnt.

## Meyer, K

### Meyer, Ka
- Meyer, Kai (* 1969), deutscher Schriftsteller, Journalist, DrehbuchautorKai Meyer (* 1969)

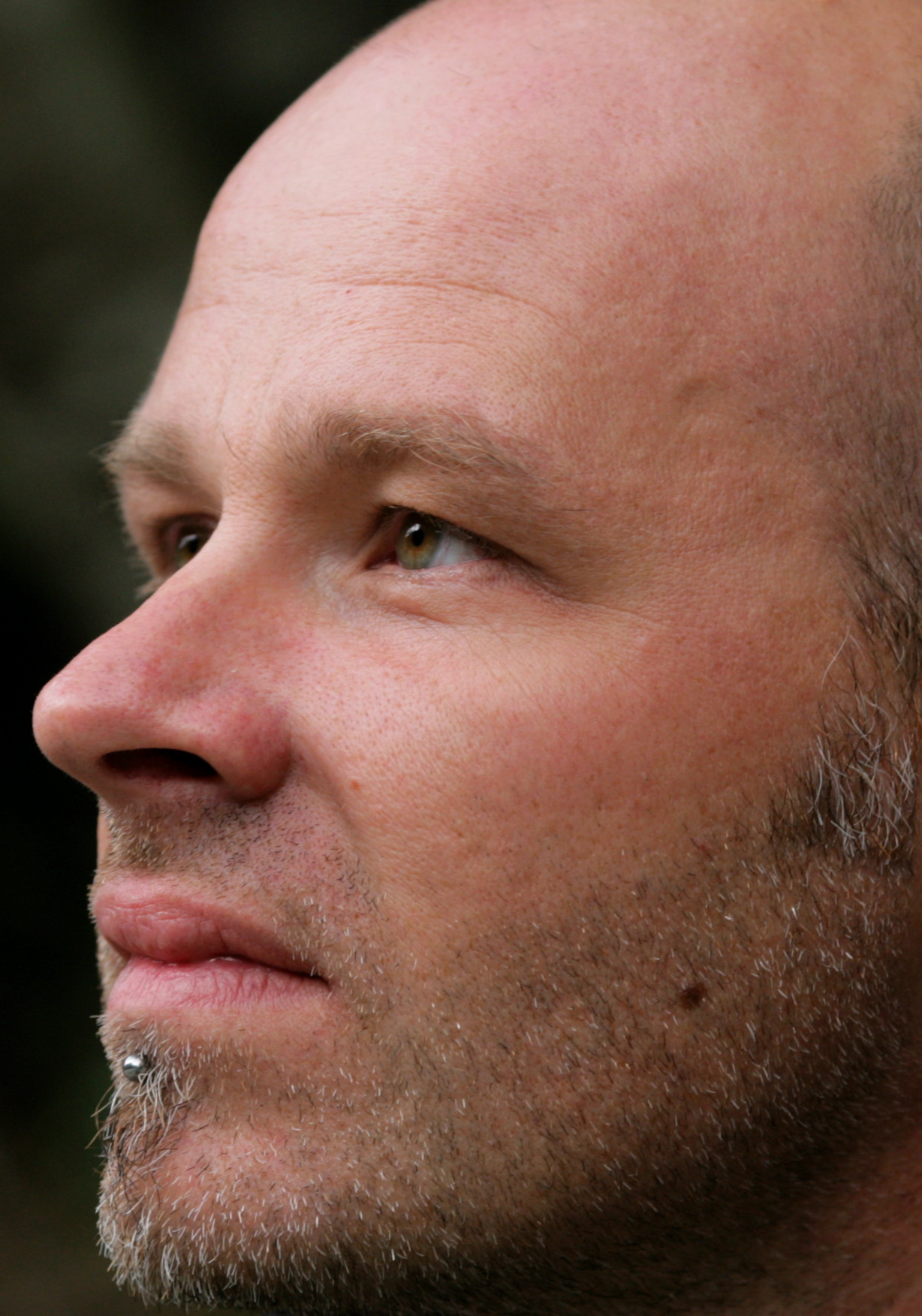
Kai Meyer (* 1969)

- Meyer, Kai (* 1979), deutscher Theaterschauspieler
- Meyer, Karl (1845–1935), deutscher Lehrer und Heimatforscher
- Meyer, Karl (1862–1938), deutscher Politiker (SPD), MdLB
- Meyer, Karl (1862–1937), deutscher Jurist
- Meyer, Karl (1876–1957), deutscher Politiker (DNVP, CSVD), MdL
- Meyer, Karl (1885–1950), Schweizer Historiker
- Meyer, Karl (1898–1986), Schweizer Lehrer, Mitglied der Frontenbewegung
- Meyer, Karl (1899–1990), deutscher Biochemiker
- Meyer, Karl (1904–1967), deutscher Fotograf und Journalist
- Meyer, Karl (* 1925), deutscher Fußballspieler
- Meyer, Karl A. (* 1958), Schweizer Maler und Bildhauer
- Meyer, Karl Emil (1900–1967), deutscher Richter am Bundesgerichtshof
- Meyer, Karl Franz (1728–1795), deutscher Historiker und Archivar der Stadt Aachen
- Meyer, Karl Friedrich (1884–1974), US-amerikanischer Veterinärmediziner
- Meyer, Karl Friedrich von (1707–1775), preußischer Generalleutnant, Chef des Dragonerregiments Nr. 6
- Meyer, Karl Heinrich (1890–1945), deutscher Slawist in Leipzig, Münster und Königsberg
- Meyer, Karl Heinrich (1903–1988), deutscher Gärtner, Gartenbauinspektor, Berufsschullehrer, Gartenbaudirektor, Hochschullehrer, Garten- und Landschaftsarchitekt
- Meyer, Karl Otto (1928–2016), dänisch-deutscher Politiker (SSW), MdL
- Meyer, Karl-Friedrich (* 1947), deutscher Jurist und Hochschullehrer
- Meyer, Karl-Heinz (1927–1996), deutscher Maler, Grafiker und Illustrator
- Meyer, Karlo (* 1968), deutscher evangelischer Theologe und Religionspädagoge
- Meyer, Karsten (1937–2023), deutscher Regattasegler
- Meyer, Karsten (1965–2018), deutscher Theaterschauspieler
- Meyer, Katharina Eleonore (* 1965), deutsche Verlegerin und Kulturwissenschaftlerin
- Meyer, Kathleen (* 1942), US-amerikanische Schriftstellerin

### Meyer, Ke
- Meyer, Keith (1938–2010), US-amerikanischer Eisschnellläufer

### Meyer, Ki
- Meyer, Kirstine (1861–1941), dänische Physikerin und Wissenschaftshistorikerin

### Meyer, Kl
- Meyer, Klaus (1910–1973), deutscher Jurist und Beamter
- Meyer, Klaus (1928–2007), deutscher Historiker
- Meyer, Klaus (1928–2014), deutscher Diplomat
- Meyer, Klaus (1936–2019), deutscher Mineraloge und Hochschullehrer
- Meyer, Klaus (* 1937), deutscher Schriftsteller und Hörspielautor
- Meyer, Klaus (1937–2014), deutscher Fußballspieler
- Meyer, Klaus (* 1954), deutscher Ruderer
- Meyer, Klaus-Dieter (* 1936), deutscher Geologe

### Meyer, Ko
- Meyer, Kolja (* 1982), deutscher Faustballer
- Meyer, Konrad (1824–1903), Schweizer Angestellter und Dichter
- Meyer, Konrad (1875–1949), deutscher evangelischer Theologe, Pädagoge und Politiker (DNVP), MdL
- Meyer, Konrad (1901–1973), deutscher Agrarwissenschaftler
- Meyer, Konrad (1902–1972), deutscher Politiker (CDU), MdL
- Meyer, Korl (1902–1945), deutscher Maler, Zeichner und Bühnentänzer

### Meyer, Kr
- Meyer, Kristin (* 1974), deutsche Schauspielerin
- Meyer, Krzysztof (* 1943), polnischer Komponist, Pianist, Musiktheoretiker und Hochschullehrer

### Meyer, Ku
- Meyer, Kuno (1858–1919), deutscher Keltologe
- Meyer, Kurt (1904–1978), deutscher Chemiker
- Meyer, Kurt (1909–1998), deutscher Germanist, Gymnasiallehrer in Bremerhaven
- Meyer, Kurt (1910–1961), deutscher Generalmajor der Waffen-SSKurt Meyer (1910–1961)

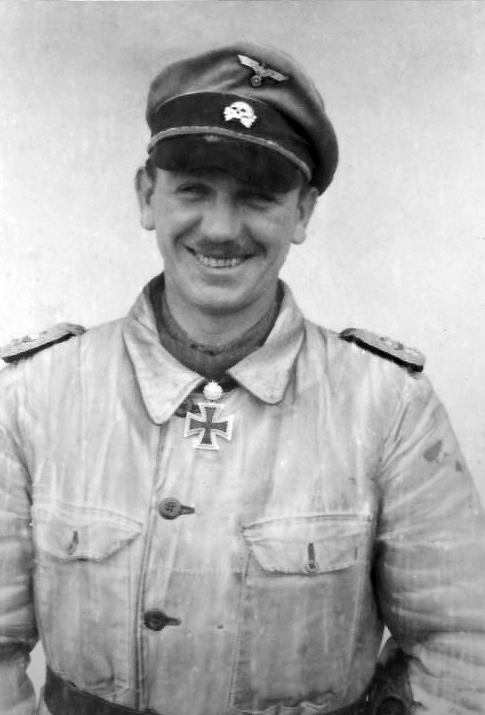
Kurt Meyer (1910–1961)

- Meyer, Kurt (1911–1989), deutscher Metallurge und Industriemanager
- Meyer, Kurt (1921–2008), deutscher Fußballspieler
- Meyer, Kurt (1921–2017), Schweizer Sprachwissenschafter und Bibliothekar
- Meyer, Kurt (* 1932), Schweizer Politiker (SP)
- Meyer, Kurt (* 1935), deutscher SED-Funktionär und einer der Sechs von Leipzig
- Meyer, Kurt (* 1945), deutscher Autor
- Meyer, Kurt Heinrich (1883–1952), deutscher Chemiker baltischer Herkunft